# Блинная сортировка

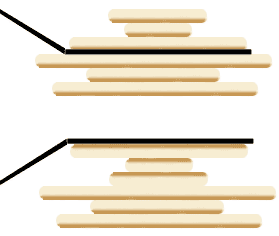
Одна операция блинной сортировки (вариант с подгоревшими блинами)

Блинная сортировка (от англ. pancake sorting) — алгоритм сортировки. Единственная операция, допустимая в алгоритме — переворот элементов последовательности до какого-либо индекса. В отличие от традиционных алгоритмов, в которых минимизируют количество сравнений, в блинной сортировке требуется сделать как можно меньше переворотов. Процесс можно визуально представить как стопку блинов, которую тасуют путём взятия нескольких блинов сверху и их переворачивания.

## Алгоритм
Простейший алгоритм (вариант сортировки выбором) даёт не более {\displaystyle 2n-3} переворотов, однако требует поиска наибольшего элемента. В 1979 году Билл Гейтс и Христос Пападимитриу представили свой алгоритм и доказали достаточность {\displaystyle (5n+5)/3} переворотов и необходимость {\displaystyle 17n/16}. В 1997 году Хейдари и Судборог показали нижнюю границу в {\displaystyle 15n/14}. Они представили точные значения вплоть до {\displaystyle N=13}, для которого требуется 15 переворотов. Значительно (до {\displaystyle 18n/11}) превзойти результат Гейтса и Пападимитриу получилось только в 2008 году у группы исследователей из Техасского университета в Далласе под руководством Судборога.

## Задача о подгоревших блинах
Усложнённый вариант представляет собой блинную сортировку последовательности, элементы которой содержат дополнительный бинарный параметр. Эту задачу предложили Билл Гейтс и Христос Пападимитриу в 1979 году. Она стала известна как «задача о подгоревших блинах» (англ. burnt pancake problem):

Каждый блин в стопке подгорел с одной стороны. Требуется отсортировать блины по возрастанию (убыванию) диаметра так, чтобы они все лежали на тарелке подгоревшей стороной вниз.

В 2007 году группа студентов создала биокомпьютер на основе генетически модифицированной кишечной палочки (E. coli), который решал задачу о подгорелых блинах. Роль блинов играли фрагменты дезоксирибонуклеиновой кислоты (3′- и 5′-концы которых обозначали разные стороны блина). Бактерия, выстроив фрагменты в нужном порядке, приобретала устойчивость к антибиотику и не погибала. Время, затраченное на поиск правильной комбинации, показывало минимально необходимое число переворотов фрагмента.

## Реализация
```
public
 
static
 
void
 
PancakeSort
<
T
>
(
IList
<
T
>
 
arr
,
 
int
 
cutoffValue
 
=
 
2
)

	
where
 
T
 
:
 
IComparable

{

	
for
 
(
int
 
i
 
=
 
arr
.
Count
 
-
 
1
;
 
i
 
>=
 
0
;
 
--
i
)

	
{

		
int
 
pos
 
=
 
i
;

		
// Find position of max number between beginning and i

		
for
 
(
int
 
j
 
=
 
0
;
 
j
 
<
 
i
;
 
j
++
)

		
{

			
if
 
(
arr
[
j
].
CompareTo
(
arr
[
pos
])
 
>
 
0
)

			
{

				
pos
 
=
 
j
;

			
}

		
}

		
// is it in the correct position already? 

		
if
 
(
pos
 
==
 
i
)

		
{

			
continue
;

		
}

		
// is it at the beginning of the array? If not flip array section so it is

		
if
 
(
pos
 
!=
 
0
)

		
{

			
Flip
(
arr
,
 
pos
 
+
 
1
);

		
}

		
// Flip array section to get max number to correct position    

		
Flip
(
arr
,
 
i
 
+
 
1
);

	
}

}

private
 
static
 
void
 
Flip
<
T
>
(
IList
<
T
>
 
arr
,
 
int
 
n
)

	
where
 
T
 
:
 
IComparable

{

	
for
 
(
int
 
i
 
=
 
0
;
 
i
 
<
 
n
;
 
i
++
)

	
{

		
--
n
;

		
T
 
tmp
 
=
 
arr
[
i
];

		
arr
[
i
]
 
=
 
arr
[
n
];

		
arr
[
n
]
 
=
 
tmp
;

	
}

}

```